# Sören Kristensen

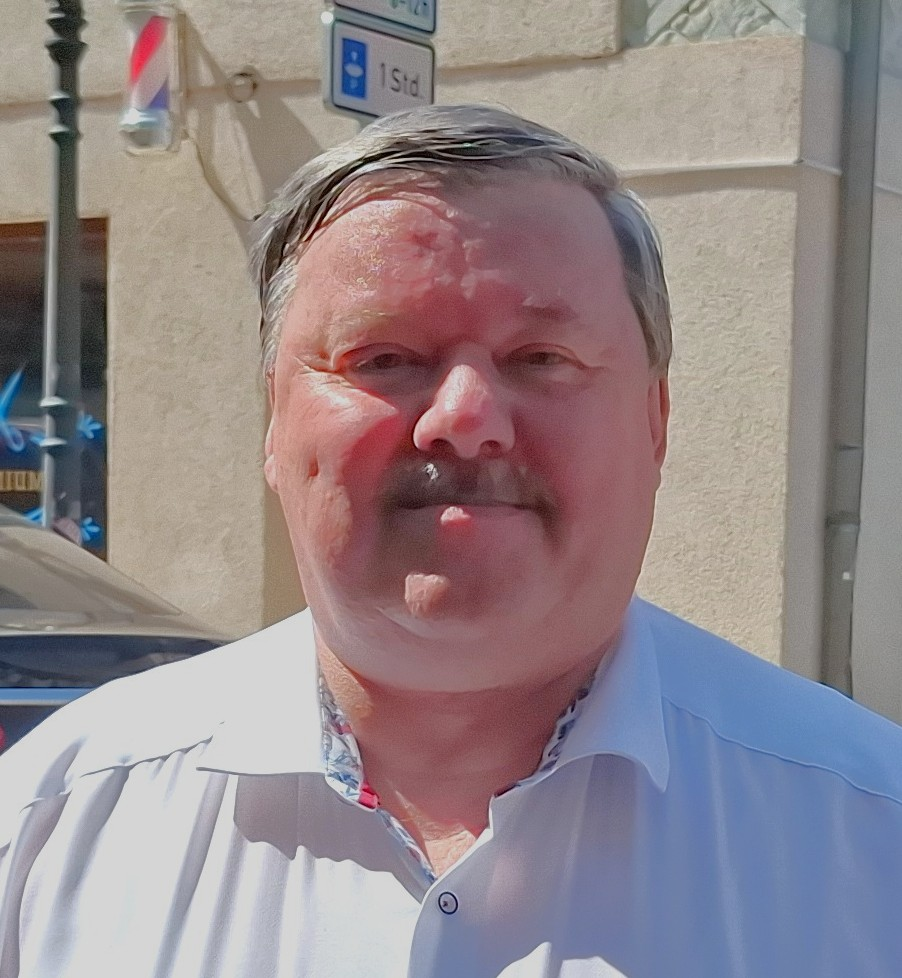
Sören Kristensen im August 2025

Sören Kristensen (* 9. April 1964 in Langenhessen) ist ein deutscher Politiker (Unabhängige Liste Werdau). Seit 2019 ist er Oberbürgermeister der Großen Kreisstadt Werdau in Sachsen.

## Leben
Kristensen absolvierte eine Lehre zum Wasserbautechniker an der Koberbachtalsperre. Ab 1982 arbeitete er dort als Stauwart. Von 1984 bis 1986 holte er sein Abitur an der Volkshochschule Zwickau nach. 1985 wechselte er seinen Beruf und wurde Heizer im Fahrzeugwerk Werdau. Ein Jahr später wurde Kristensen zur Nationalen Volksarmee eingezogen, wo er als Kraftfahrer in Frankenberg und Dresden seinen Grundwehrdienst absolvierte. 1988 begann er ein Fernstudium der Energietechnik an der Ingenieurschule Glauchau, beendete dieses ohne Abschluss 1990 durch die Auflösung der Einrichtung. Von 1989 bis 1990 war er in der Stadtverwaltung von Werdau (Jugendklubhaus) angestellt und blieb bei der Verpachtung des Objekts Mitarbeiter in der Discothek. 1992 wurde er freier Journalist beim Zwickauer Tagesblatt und der Freien Presse. Im Jahr 1994 wurde Kristensen Mitarbeiter und später Niederlassungsleiter von Schmitt-Transporte, eines Stuttgarter Logistikunternehmens in Crimmitschau bis 1998.Im Januar 1999 wurde er Geschäftsführer der Unternehmensgruppe LaHeRo GmbH in Werdau. Dort war er bis zum 31. Juli 2019 tätig, das Arbeitsverhältnis wurde mit seiner Bürgermeisterwahl beendet. Ergänzend dazu absolvierte er erfolgreich ein Fernstudium der Betriebswirtschaft.

## Politik
Kristensen war von 1988 bis 1990 Mitglied der SED. Von 1990 bis 1994 gehörte er als Parteiloser dem Gemeinderat Langenhessen an und war von 2004 bis 2014 Ortsvorsteher Langenhessens. Von 2009 und 2019 war Kristensen Stadtrat in Werdau (bis 2014 für die Freien Wähler und danach für die Unabhängige Liste Werdau.) Bei der Bürgermeisterwahl 2019 wurde er zum neuen Oberbürgermeister seiner Heimatstadt gewählt. Er setzte sich dabei gegen den Amtsinhaber Stefan Czarnecki (CDU) durch.
Im März 2024 erlangte Kristensen überregionale Aufmerksamkeit, nachdem ein Drohbrief das Rathaus erreicht hatte. Es gab eine große Anteilnahme und viel Unterstützung in sozialen Medien, auch von Politikkollegen wie Carsten Michaelis, Landrat des Landkreises Zwickau, und Klaus Hacker, Oberbürgermeister von Röthenbach an der Pegnitz, der Partnerstadt von Werdau.